# Elezioni presidenziali in Polonia del 2015
Le elezioni presidenziali in Polonia del 2015 si tennero il 10 maggio (primo turno) e il 24 maggio (secondo turno); videro la vittoria di Andrzej Duda, sostenuto da Diritto e Giustizia, che sconfisse il Presidente uscente Bronisław Komorowski, sostenuto da Piattaforma Civica.

## Risultati
| Andrzej Duda         | Diritto e Giustizia - Polonia Solidale                  | 5 179 092  | 34,76 | 8 630 627  | 51,55 |  |  |  |
| Bronisław Komorowski | Piattaforma Civica - Partito Democratico                | 5 031 060  | 33,77 | 8 112 311  | 48,45 |  |  |  |
| Paweł Kukiz          | Indipendente                                            | 3 099 079  | 20,80 |            |       |  |  |  |
| Janusz Korwin-Mikke  | KORWiN                                                  | 486 084    | 3,26  |            |       |  |  |  |
| Magdalena Ogórek     | Alleanza della Sinistra Democratica                     | 353 883    | 2,38  |            |       |  |  |  |
| Adam Jarubas         | Partito Popolare Polacco - Lega delle Famiglie Polacche | 238 761    | 1,60  |            |       |  |  |  |
| Janusz Palikot       | Twój Ruch                                               | 211 242    | 1,42  |            |       |  |  |  |
| Grzegorz Braun       | Indipendente                                            | 124 132    | 0,83  |            |       |  |  |  |
| Marian Kowalski      | Movimento Nazionale                                     | 77 630     | 0,52  |            |       |  |  |  |
| Jacek Wilk           | Congresso della Nuova Destra                            | 68 186     | 0,46  |            |       |  |  |  |
| Paweł Tanajno        | Democrazia Diretta                                      | 29 785     | 0,20  |            |       |  |  |  |
| Totale               | Totale                                                  | 14 898 934 | 100   | 16 742 938 | 100   |  |  |  |
|                      |                                                         |            |       |            |       |  |  |  |
| Voti non validi      | Voti non validi                                         | 124 952    | 0,83  | 250 231    | 1,47  |  |  |  |
| Votanti              | Votanti                                                 | 15 023 886 |       | 16 993 169 |       |  |  |  |